# Scybalophagus zumpti
Scybalophagus zumpti là một loài bọ cánh cứng trong họ Bọ hung (Scarabaeidae).